# 存储资源盘活系统
存储资源盘活系统（英語：Storage Resource Reutilization System，缩写为SRRS）是一种纳管异构非对称存储设备的IT基础设施架构。在这种架构环境中，不同厂商、不同配置的服务器与硬盘等硬件单元，被纳管在一个分布式存储集群中，并对各个节点进行合理的负载均衡，通过提升存储利用率降低整体存储成本。这个名词是从“存储集群”派生的新词，意味可在存储集群中盘活不同种类的硬件资源，无论这些资源的品牌、配置、工况如何。

## 特色
概括来说，存储资源盘活系统能通过优化基础架构，优化存储利用率，减少采购、管理、维护方面的成本。与边缘云的差别在于，边缘云关注如何让资源更加靠近数据产生的地方，而存储资源盘活系统关注如何尽可能多地利用起这些资源。边缘云由于其外部环境的多样性，强调边缘设备管理、网络可靠性和安全隐私，存储资源盘活由于其内部环境的多样性，强调兼容性、高可用性、高可靠性。

## 可能的影响
存储资源盘活系统使得企业无需对不同厂牌与配置的服务器、不同大小的HDD硬盘或SSD固态盘实行不同的管理策略。就像超融合基础架构，虽然存储资源盘活系统目前在市场上无法替代主流存储系统，但是它将减轻数据中心管理负担并提高资源利用率。